# Серфер (фільм, 2024)
«Серфер» (англ. The Surfer) — психологічний трилер 2024 року, знятий режисером Лорканом Фіннеганом з Ніколасом Кейджем в головній ролі. Прем'єра фільму відбулася на 77-му Каннському кінофестивалі 18 травня 2024 року.

## Синопсис
Чоловік повертається на ідилічний пляж свого дитинства в Австралію, щоб зайнятися серфінгом зі своїм сином. Коли його принижує група місцевих жителів, чоловік втягується в конфлікт, який штовхає його до межі.

## Акторський склад
| Актор             | Роль        |
| ----------------- | ----------- |
| Ніколас Кейдж     | Серфер      |
| Джуліан Мак-Магон | Скаллі      |
| Фінн Літтл        | син Серфера |
| Ніколас Кассім    | Бомж        |
| Міранда Тапселл   | Фотограф    |
| Олександр Бертран | Пітбуль     |
| Джастін Росняк    | Коп         |
| Шарлотта Маггі    | Дженні      |

## Виробництво
Кастинг Ніколаса Кейджа на роль у фільмі було оголошено у травні 2023 року. Фільм створено в копродукції Австралії та Ірландії. Виробництвом займалися компанії Tea Shop Productions, Arenamedia, Lovely Productions та Gramercy Park Media за підтримки австралійської компанії Screenwest.
У жовтні та листопаді 2023 року повідомлялося, що зйомки проходили в Яллінгупі. Зйомки завершилися в грудні 2023 року.

## Відгуки
На агрегаторі рецензій Rotten Tomatoes фільм має рейтинг 87% заснований на 49 відгуках, із середньою оцінкою 7.3/10. На Metacritic середньозважена оцінка становить 68 зі 100 на основі 14 рецензій.